# Рулон Гарднър
Рулон Гарднър (на английски: Rulon Gardner) е американски борец в стил класически стил.
Той е олимпийски шампион от Олимпийските игри Сидни 2000 (категория 130 кг), бронзов медалист на Олимпийските игри Атина 2004 (категория 120 кг).
Превръща се в легенда, побеждавайки на финала при свръхтежките на игрите в Сидни 2000 руски борец Александър Карелин, наричан „Руската мечка“. До игрите в Сидни 2000 г. Александър Карелин няма нито една загуба в продължение на 13 години.

## Инциденти
- През 2002 година Гарндър се загуби по време на излет със снегомобил и прекарва нощта на открито при температура минус 25 градуса. Оцелява, но измръзването на крайниците води до ампутация на един от пръстите на крака.
- В началото на 2004 година Гарднър оцелява след като е блъснат от автомобил докато управлява мотоциклет.
- През 2007 година олимпийският шампион оцелява след самолетна катастрофа. При инцидента Гарднър и още двама мъже се приводняват с малък самолет в езерото „Пауъл“, близо до границата между щатите Аризона и Юта. Мъжете успяват да излязат от летателната машина преди да потъне и преплуват разстоянието до брега в студената 7 °C градуса вода. На сутринта са намерени от местен рибар.